# MLLT3
MLLT3‏ (MLLT3, super elongation complex subunit) هوَ بروتين يُشَفر بواسطة جين MLLT3 في الإنسان.